# RIZIN WORLD SERIES in KOREA
RIZIN WORLD SERIES in KOREA（ライジン・ワールド・シリーズ・イン・コリア）は、日本の総合格闘技団体「RIZIN」の大会の一つ。
2025年5月31日に韓国仁川広域市中区パラダイスシティで開催された。

## 概要
2023年11月に開催されたRIZIN LANDMARK 7に続くRIZIN2度目の海外大会。
メインカードでは日本vs韓国の対抗戦が行われた。

## 対戦カード
第1試合 キックボクシングルール 62.0kg契約ワンマッチ 3分3R
×  カン・ボムジュン vs.  井上聖矢 ○
3R終了 判定0-3
第2試合 キックボクシングルール 67.5kg契約ワンマッチ 3分3R
△  ジョ・サンへ vs.  宇佐美秀メイソン △
3R終了 判定0-0（ドロー）
第3試合 MMAルール 63.0kg契約ワンマッチ 5分3R
○  クォン・ヨンチョル vs.  三浦孝太 ×
1R 2:46 TKO（グラウンドでの膝蹴り）
第4試合 MMAルール 66.0kg契約ワンマッチ 5分3R
○  ソン・ヨンジェ vs. 中原由貴 ×
3R 1:29 KO（右ストレート）
第5試合 MMAルール 66.0kg契約ワンマッチ 5分3R
○  ジ・ヒョクミン vs.  武田光司 ×
2R 4:13 TKO（左フック→パウンド）
第6試合 MMAルール 61.0kg契約ワンマッチ 5分3R
○  ヤン・ジヨン vs.  金太郎 ×
3R 0:19 TKO（パウンド）
第7試合 MMAルール 71.0kg契約ワンマッチ 5分3R
×  キム・シウォン vs.  宇佐美正パトリック ○
3R終了 判定0-3
第8試合 MMAルール 49.0kg契約ワンマッチ 5分3R
×  シン・ユリ vs.  ケイト・ロータス ○
3R終了 判定0-3
第9試合 MMAルール 71.0kg契約ワンマッチ 5分3R
－  大原樹理 vs.  ジョニー・ケース －
1R 2:22 ノーコンテスト（体重超過）
※試合はケースが右フックで勝利したが、ケースの体重超過（330g超過）によるペナルティ（イエローカード提示（20%減点））でノーコンテストとなった。
第10試合 MMAルール 61.0kg契約ワンマッチ 5分3R
×  キム・スーチョル vs.  佐藤将光 ○
3R終了 判定0-3
第11試合 MMAルール 71.0kg契約ワンマッチ 5分3R
×  キ・ウォンビン vs.  ホベルト・サトシ・ソウザ ○
1R 0:50 リアネイキッドチョーク